# 矢島羊吉
矢島 羊吉（やじま ようきち、1907年〈明治40年〉2月5日 - 1986年〈昭和61年〉11月26日）は、日本の倫理学者。文学博士（東北大学）。東北大学名誉教授。

## 経歴
長野県諏訪郡中洲村（現・諏訪市）出身。1923年旧制長野県諏訪中学校（現・長野県諏訪清陵高等学校）四年修了。1926年旧制第一高等学校文科甲類卒業、東京帝国大学法学部入学。1930年東京帝国大学文学部倫理学科卒業。1948年東北大学文学部教授。1962年「カントにおける自由の概念」で、文学博士（東北大学）。1971年定年退官、名誉教授、東北福祉大学教授。西洋、東洋、仏教倫理学の融合を目指した。1977年勲三等旭日中綬章受章。1983年日本学士院会員。

## 著書
- 『西洋倫理思想史』編 文理図書出版社、1961
- 『倫理学の根本問題』福村書店、1962 東北大学教養選書
- 『カントの自由の概念』創文社、1965
- 『ニヒリズムの論理 ニーチェの哲学』福村出版、1975
- 『無常法 仏教思想研究』以文社、1975
- 『空の哲学』日本放送出版協会 NHKブックス、1983
- 『空の論理 ニヒリズムを超えて』法蔵館、1989

共編
- 『道徳教育の研究』神保信一、新井恵雄共編 福村出版、1972

## 参考
- 『長野県人名鑑』信濃毎日新聞社、1974年
- 「現代物故者事典 1983〜1987」日外アソシエーツ、1988年